# Giuseppe Asclepi
Giuseppe Maria Asclepi (* 21. April 1706 in Macerata; † 21. Juli 1776 in Rom) war ein italienischer Astronom und Physiker.

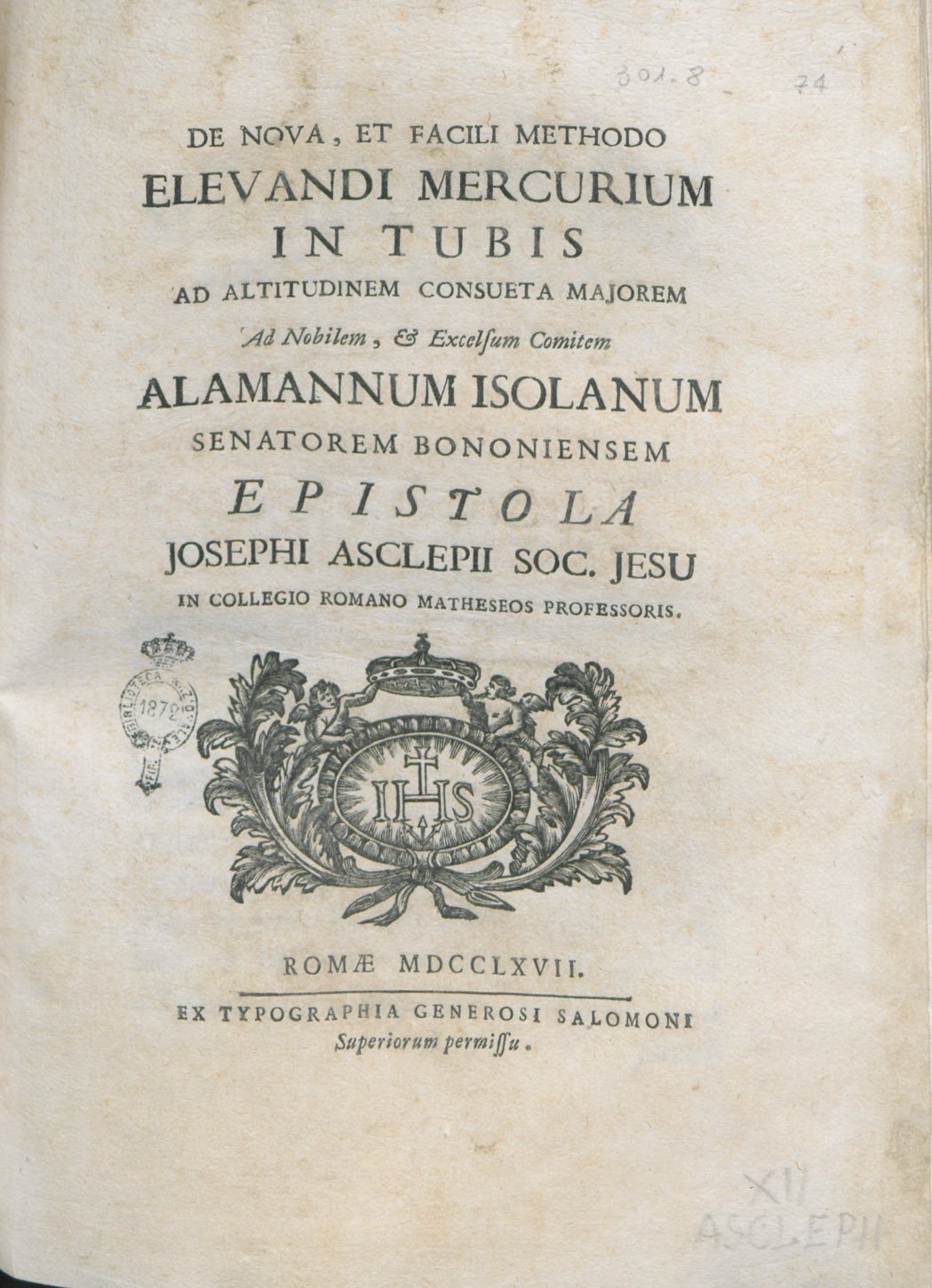
De nova et facili methodo elevandi Mercurium in tubis ad altitudinem consuetam maiorem, 1767

Er war Jesuit, Professor der Philosophie in Perugia und der Physik in Siena. 1759 wurde er, als Nachfolger von Ruggiero Boscovich, Professor für Mathematik und Direktor des Observatoriums am Collegio Romano. Hier beobachtete er den Transit der Venus. Der dortige Professor für Mathematik, Andrea Spagni, unterstützte ihn bei seinen astronomischen Beobachtungen.
Der Mondkrater Asclepi wurde 1935 von der IAU nach Giuseppe Asclepi benannt.

## Werke
- Nuova proprietà delle potenze de 'numeri
- Tentamen novae de odoribus theorie, Siena, 1749.
- Lettera sopra l'oriuolo ultramontano. Bonetti, Siena 1750 (italienisch, beic.it).
- De veneris per solem transitu exercitatio astronomica habita in Collegio Romano, Rom, 1761.
- De motum gravium rectilineo, Rom, 1762–1763.
- De objectivi micrometri usu in planetarum diametris metiendis. Exercitatio optico-astronomica habita in Collegio Romano a Patribus Societatis Jesu, Rom, 1765.
- De nova et facili methodo elevandi Mercurium in tubis ad altitudinem consuetam maiorem. Giovanni Generoso Salomoni, Rom 1767 (Latein, beic.it).
- De cometarum motu exercitatio astronomica habita in collegio Romano patribus Societatis Jesu.Prid.Non.Septem, Rom, 1769.